# 9251 Харч
9251 Харч (9251 Harch) — астероїд головного поясу, відкритий 26 вересня 1960 року.
Тіссеранів параметр щодо Юпітера — 3,194.